# Île Ronde (Seychelles)
L'île Ronde est une île granitique située à 550 m au sud-est de l'île Praslin, à 48 km au nord-Est de Mahé.
D'une superficie de 20 ha, l'île est couverte d'une végétation luxuriante. Elle mesure 380 m du nord au sud, et 620 m d'est en ouest. Son sommet culmine à 75 m au-dessus du niveau de la mer. C'est une île privée, où on trouve des villas de luxe de style créole.